# Schule von Savièse
Schule von Savièse, französisch École de Savièse, ist in der Schweizer Kunstgeschichte eine etablierte Sammelbezeichnung für eine Reihe von Künstlern, die in der Gemeinde Savièse im Schweizer Kanton Wallis arbeiteten und Anregungen für ihr Werk fanden und teilweise auch dort lebten.

## Bedeutung des Namens
Mit dem schon Ende des 19. Jahrhunderts verwendeten Gruppennamen, der 1891 von Paul Seippel eingeführt wurde, wird nicht eine nahe zusammengehörende Anzahl von Personen bezeichnet und es bestanden zwischen den betreffenden Kunstmalern auch kaum thematische oder stilistische Abhängigkeiten, wie sie in andern «Schulen» etwa zwischen einem bedeutenden Meister und seinen Schülern oder Nachfolgern zu sehen sind.
Die offensichtliche Gemeinsamkeit der dazu gezählten Künstler aus zwei Jahrhunderten besteht darin, dass sie einen, mehr oder weniger klaren, Bezug zur Walliser Ortschaft Savièse und ihrer Landschaft hatten. Einige hatten eine Vorliebe für die Landschaftsmalerei und eine folkloristische und mythische Ikonographie. Im Übrigen sind sie verschiedenen kunstgeschichtlichen Stilepochen zuzuordnen.
Mit Ausnahme von Raphy Dallèves stammten die Maler nicht aus dem Wallis, sondern aus andern, meist urbanen Regionen und suchten im Wallis eine natürliche, traditionelle Lebenswelt, so wie auch andere Künstler, die nicht nach Savièse, sondern in andere Ortschaften des Kantons kamen.
Als 1903 die Walliser Sektion der GSMB gegründet wurde, nannte sie sich zunächst «Section de Savièse», weil die beteiligten Künstler der dort aktiven Szene angehörten; schon 1904 erhielt die neue Gruppe dann doch den Namen «Section du Valais».
Der Genfer Maler Albert Chavaz, der selbst auch zu dieser Künstlerreihe gehört, relativiert die Bedeutung der oft zitierten Marke selbst: L’école de Savièse, ça n’existe pas, ça n’a jamais existé. Pour qu’il y ait une école, il faut que des gens partagent quelque chose dans leur travail: ce n’était pas le cas ici. La seule chose qui nous rapprochait, c’était le lieu. Ah! cette manie des étiquettes! (dt.: «Die Schule von Saviése, die gibt es nicht, die hat nie bestanden. Eine Schule bedeutete, dass ihre Mitglieder etwas von ihrer Arbeit teilen – das war hier nicht der Fall. Das einzige, was sie einander annäherte, war der Ort. Ach! dieser Hang zu Etiketten!»)
Die Gemeinde Savièse hat 2015 für ihre eigene öffentliche Kunstsammlung von Vertretern der École de Savièse eine permanente Ausstellung eingerichtet. Der örtliche Verein Amis des peintres de l'École de Savièse setzt sich für die Vermittlung der Werkgruppe ein.
Das Kunstmuseum Wallis, das bedeutende Werkgruppen vieler Künstler der École de Savièse besitzt, widmete der Gruppe 2012 eine Sonderausstellung.

## Personen
Chronologische Liste der üblicherweise zur École de Savièse gezählten Personen:
- Raphael Ritz (1829–1894)
- Ernest Biéler (1863–1948)
- Henri van Muyden (1860–1936)
- Albert Sylvestre (1869–1954)
- Paul Virchaux (1862–1930)
- Otto Vautier (1863–1919)
- François de Lapalud (1863–1924)
- Édouard Ravel (1847–1920)
- Alfred Rehfous (1860–1912)
- Marguerite Burnat-Provins (1872–1952)
- Raphy Dallèves (1878–1940)
- Eugène Gilliard (1861–1921)
- Marguerite Vallet-Gilliard (1889–1918)
- Valentine Métein-Gilliard (1891–1969)
- Édouard Vallet (1876–1929)
- William Métein (1890–1975)
- Berthe Roten-Calpini (1873–1962)
- Germaine Boy (1884–1971)
- Fred Fay (1901–1987)
- Albert Chavaz (1907–1990)
- Claude Lesur (* 1931)